# Monticole à gorge blanche
Monticola gularis
Espèce
Statut de conservation UICN

 LC  : Préoccupation mineure
Le Monticole à gorge blanche (Monticola gularis) est une espèce de passereaux de la famille des Muscicapidae.

## Répartition
Cet oiseau vit en Manchourie et dans la province de Shanxi ; il hiverne en Indochine et le sud de la Chine.

## Habitat
Il fréquente les forêts plutôt tempérées.

## Description

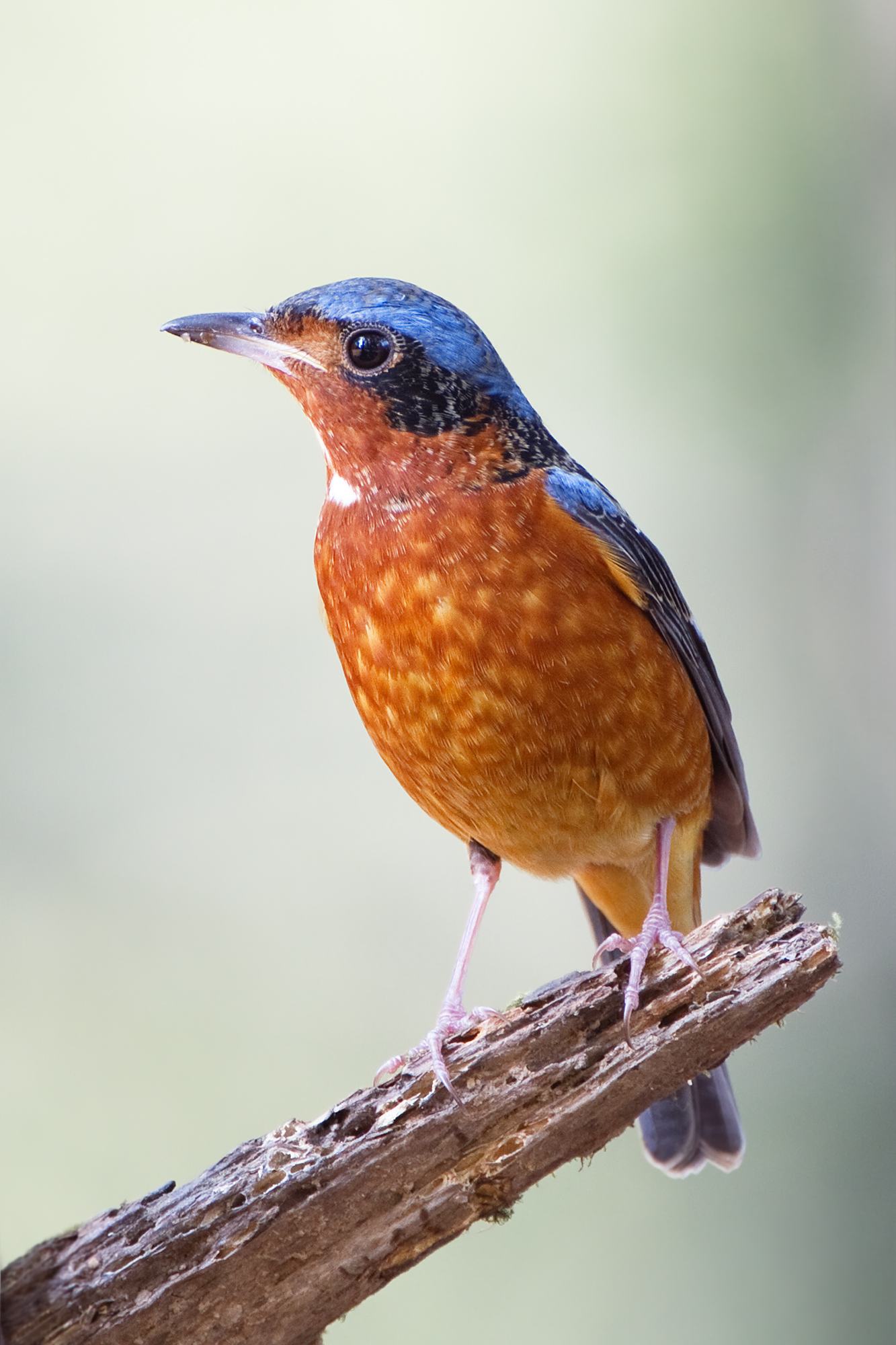
Mâle, parc national de Khao Yai, Thaïlande

Le monticole à gorge blanche à la taille d'un étourneau, c'est-à-dire autour de 17 cm de long.
Le mâle a le dessus de la tête et les petites couvertures alaire gris-bleu, le reste des ailes noires et la face inférieure rousse. 
La femelle à le dos gris olive taché de plus foncé.

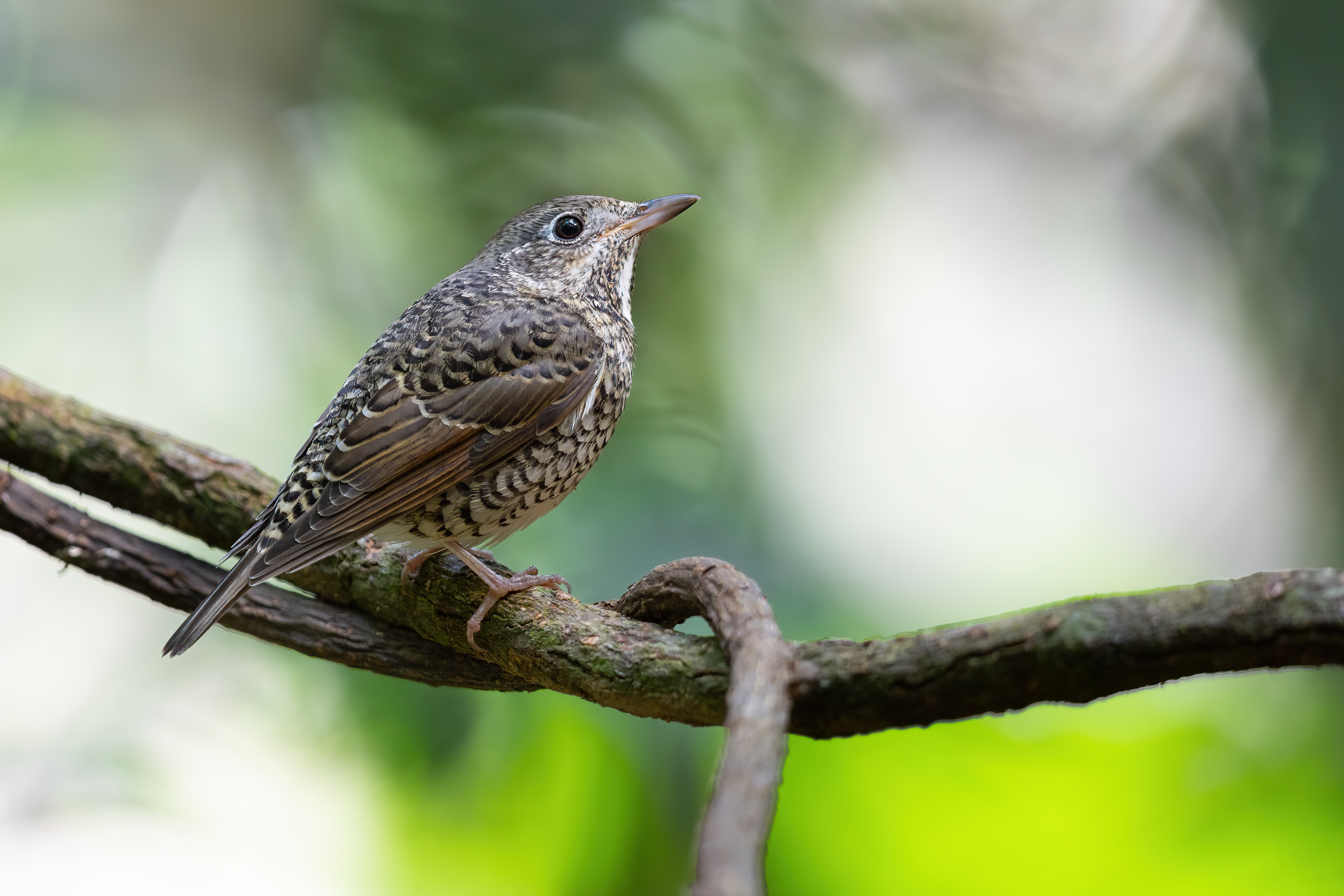
Femelle, Vietnam